# Sliven
Sliven (bulharsky: Сливен) je město na jihovýchodě Bulharska, které leží asi 300 km východně od hlavního města Sofie. Jde o relativně velké město (8. největší v Bulharsku) se zhruba 94 456 obyvateli. Je také sídlem oblasti Slivenské oblasti.
Zbytky thráckého osídlení se datují kolem 5.–3. století př. n. l. Pod římskou nadvládu se oblast dostala okolo roku 72 př. n. l., poté, co byla dobyta města Kabile a Apolonia.

## Partnerská města
- Alba Iulia, Rumunsko
- Gera, Německo
- Pécs, Maďarsko
- Svetlahorsk, Bělorusko
- Tekirdağ, Turecko
- Ternopil, Ukrajina
- Voroněž, Rusko